# Neoseiulus nidus
Neoseiulus nidus är en spindeldjursart som först beskrevs av Shahid, Siddiqui och Mohammad Nazeer Chaudhri 1984.  Neoseiulus nidus ingår i släktet Neoseiulus och familjen Phytoseiidae. Inga underarter finns listade i Catalogue of Life.